# آنیا ناور
آنیا ناور (انگلیسی: Anja Knauer؛ زادهٔ ۱۸ مارس ۱۹۷۹) هنرپیشه اهل آلمان است. وی از سال ۱۹۹۵ میلادی تا کنون مشغول فعالیت بوده‌است.

## زندگی‌نامه
آنیا در محله ساسل در بخش واندسبک با برادر کوچک‌ترش، تیم، بزرگ شد. او زمانی که ۱۵ ساله بود، به یک مؤسسه مدل‌سازی کودکان پیوست و پس از اتمام آموزش متوسطه در هامبورگ، رشته فیلم و ادبیات را در دانشگاه آزاد برلین ادامه داد. برادر آنیا نیز در رشته بازیگری فعال است، اما او به عنوان یک دوبلور شناخته می‌شود.

## فیلم‌شناسی
- پرونده‌ای برای دو نفر
- هشدار برای کبرا ۱۱